# Kjell Pedersen
Kjell Pedersen (* 1930 in Oslo; † 20. Juli 2017 ebenda) war ein norwegischer Radrennfahrer und nationaler Meister im Radsport.

## Sportliche Laufbahn
Pedersen war im Straßenradsport und im Bahnradsport aktiv. 1946 begann er mit dem Radsport im Verein „SK Rye Oslo“, für den er in seiner gesamten Laufbahn startete.
1954 und 1958 gewann er den norwegischen Titel im Straßenrennen. 1950 siegte er in der Meisterschaft im Einzelzeitfahren über 30 Kilometer vor Per Digerud. Insgesamt wurde er elfmal norwegischer Titelträger in der Mannschaftswertung des Straßenrennens. Den Kongepokal (Königspokal), der für die beste sportliche Leistung bei norwegischen Meisterschaften vergeben wird, erhielt Pedersen 1954. Im Bahnradsport gewann er 1953 und 1954 die nationale Meisterschaft in der Einerverfolgung.

## Berufliches
Nach seiner aktiven Karriere wurde er Funktionär im norwegischen Radsportverband, von 1976 bis 1978 war er Manager des Sportclubs Rye und Trainer im Nachwuchsbereich.